# Свекатово (гміна)
Гміна Свекатово (пол. Gmina Świekatowo) — сільська гміна у північній Польщі. Належить до Свецького повіту Куявсько-Поморського воєводства.
Станом на 31 грудня 2011 у гміні проживало 3534 особи.

## Площа
Згідно з даними за 2007 рік площа гміни становила 64.74 км², у тому числі:
- орні землі: 80.00%
- ліси: 7.00%

Таким чином, площа гміни становить 4.40% площі повіту.

## Населення
Станом на 31 грудня 2011:
| Опис     | Загалом | Загалом | Чоловіки | Чоловіки | Жінки | Жінки |
| -------- | ------- | ------- | -------- | -------- | ----- | ----- |
| одиниця  | осіб    | %       | осіб     | %        | осіб  | %     |
| все      | 3534    | 100     | 1793     | 50.74    | 1741  | 49.26 |
| міське   | 0       | 100     | 0        |          | 0     |       |
| сільське | 3534    | 100     | 1793     | 50.74    | 1741  | 49.26 |

## Сусідні гміни
Гміна Свекатово межує з такими гмінами: Буковець, Короново, Льняно, Любево, Прущ.